# Buket Paya (Manyak Payed)
Buket Paya is een bestuurslaag in het regentschap Aceh Tamiang van de provincie Atjeh, Indonesië. Buket Paya telt 399 inwoners (volkstelling 2010).